# Veselínovo (Tundzha)
Veselínovo (búlgaro: Веселѝново) es un pueblo de Bulgaria perteneciente al municipio de Tundzha de la provincia de Yámbol.
Se ubica a orillas del río Tundzha y junto a la carretera 7, unos 5 km al noreste de Yámbol.

## Demografía
En 2011 tiene 1174 habitantes, de los cuales el 61,58% son étnicamente búlgaros y el 18,82% gitanos.
En anteriores censos su población ha sido la siguiente:
| Gráfica de evolución demográfica de Veselínovo entre 1934 y 2011 |
|                                                                  |